# Cogolludo
Cogolludo község Spanyolországban, Guadalajara tartományban. Cogolludo Membrillera, Espinosa de Henares, Fuencemillán, Montarrón, Humanes, Robledillo de Mohernando, Puebla de Beleña, La Mierla, Tamajón, Arbancón, Monasterio, Semillas, La Toba és San Andrés del Congosto községekkel határos. Lakosainak száma 554 fő (2024).

## Nevezetességek
A Medinaceli hercegek palotája egy 15. századi műemlék, amelyet egész Spanyolország egyik első reneszánsz építményének tartanak.

## Népesség
A település népessége az utóbbi években az alábbiak szerint változott:
| Lakosok száma | 590  | 623  | 609  | 701  | 671  | 648  | 595  | 540  | 552  | 554  |
|               | 2001 | 2004 | 2006 | 2009 | 2011 | 2014 | 2016 | 2019 | 2021 | 2024 |